# 池田延俊
池田 延俊（いけだ のぶとし）は、因幡鹿奴藩（鳥取東館新田藩）の第5代藩主。

## 略歴
宝暦4年（1754年）2月17日、第3代藩主・池田仲庸の次男として江戸で生まれる。
明和6年（1769年）に同母兄で第4代藩主の澄延が死去したため、その養子として家督を継ぎ、12月19日に従五位下・修理亮に叙位・任官する。明和7年（1770年）2月には幕命で公家接待役を務めたが、明和8年（1771年）3月7日、鳥取で死去した。享年18。
実子がなかったため、跡を養子の澄時が継いだ。